# Командне наведення
Кома́ндне наве́дення  -  це вид керування ракетою з наземної станції або з літака за допомогою сигналів на керовану ракету по радіо (або за допомогою дроту під'єднаного до ракети) що вказують ракеті напрям руху до цілі. Також, можна подати команду ракеті на самознищення, навіть якщо на ній встановлено детонатор-запобіжник.
Зазвичай, система котра контролює наведення слідкує за ціллю та ракетою за допомогою радара. Вона визначає позицію та швидкість цілі та позицію і швидкість ракети і вираховує шляхи їх перетину. Якщо маршрути не перетинаються, система надсилає сигнал на зміну напрямку руху ракети. Якщо ціль маневрує система наведення це занотовує і постійно оновлює курс ракети для протидії маневруванню. Якщо ракета проходить поряд з ціллю, її радіо або контактний детонатор підриває боєголовку, або система наведення вирахує коли ракета буде проходити поряд з ціллю і подасть сигнал про підрив.
На деяких система є спеціальна радіоантена або антени для зв'язку з ракетою. На інших, радар може надсилати закодовані імпульси котрі приймає ракета і розцінює як команди наведення. Інколи, для допомоги станції стеження (за ракетами), ракети мають радіопередавач. Також, інколи на станції стеження встановлено спеціальну радарну антену для стеження за ракетою як і за іншими цілями. Це особливі типи систем які можуть взаємодіяти з ракетою за допомогою того ж радарного каналу, яким відбувається стеження за ціллю.

## Керування на лінії прицілювання (CLOS)
Системи CLOS використовують лише кутові координати між ракетою і ціллю для забезпечення ураження. Ракета рухається по лінії прицілювання від пускової установки до цілі, а будь-яке відхилення коригується. Через те що багато типів ракет використовує подібну систему керування, їх зазвичай поділяють на чотири групи: 
| Назва системи                                    | Абревіатура (англ.) | Спосіб роботи                                                                               | Особливості / Застосування                                                                           |
| ------------------------------------------------ | ------------------- | ------------------------------------------------------------------------------------------- | --- |
| Ручне керування на лінії прицілювання            | MCLOS               | • Оператор вручну стежить за ракетою та ціллю • Вручну коригує курс ракети                  | • Ефективна проти повільних або малорухомих цілей • Швидко застаріла через ріст швидкостей           |
| Напівручне керування на лінії прицілювання       | SMCLOS              | • Ціль відстежується автоматично • Ракета керується вручну                                  | • Компроміс між повністю ручним і автоматичним управлінням                                           |
| Напівавтоматичне керування на лінії прицілювання | SACLOS              | • Оператор вручну стежить за ціллю • Ракета відстежується та коригується автоматично        | • Найбільш поширене керування ПТУР • Можна керувати з прихованого місця                              |
| Автоматичне керування на лінії прицілювання      | ACLOS               | • Ціль і ракета відстежуються автоматично • Керування ракетою автоматичне                   | • Повна автоматизація процесу наведення                                                              |
| Керування поза лінією прицілювання               | COLOS               | • Система автоматично визначає положення цілі й ракети • Не використовує лінію прицілювання | • Використовується у зенітних ракетах • В основі — радарне спостереження                             |
| Керування променем на лінії прицілювання         | LOSBR               | • Промінь (лазер/радар/радіо) спрямований на ціль • Ракета тримається в центрі променя      | • Висока точність • Обмеження по дальності (лазер) • Тактична перевага — менше шансів бути виявленим |

## Приклади
Приклади ракет з командним наведенням:
- Російські: С-25, С-75, С-125, ЗРК Тор
- Американські: Nike Ajax, Nike Hercules, Nike Zeus
- Індійські: Akash

На старих західних ракетах зазвичай використовували лише напівавтоматичне радарне наведення
Командне наведенняя, зазвичай, не використовується у сучасних системах SAM через неточність під час завершальної фази (коли ракета поблизу цілі) позаяк наземні радари далеко від цілі і отримання сигналу-відповіді займає час. Як правило, таку систему використовують для підведення ракети близько до цілі, а потім використовують інші, точніші, методи ціленаведення. Використовуються майже всі типи кінцевого наведення, але найбільш поширені напівактивне радарне наведення (SARH) або активне радарне наведення.
Приклад ракет які використовують як кінцеве керування наведення напівактивне радарне наведення:
- Російські: 2К11 Круг, Куб, Бук, 9K37M1-2 Бук-M1-2 (Урал)

Приклад ракет які використовують як кінцеве керування наведення активне радарне наведення:
- Російські: С-200